# ميلو ورحلة الإنقاذ
ميلو ورحلة الإنقاذ (بالإنجليزية: Mars Needs Moms)‏ هو فيلم أمريكي ثلاثي الأبعاد خيال علمي وكوميدي . يدور الفيلم حول ميلو، فتى في عمر 9 سنوات أخيراً سيفهم أهمية العائلة، وينقذ امه بعدما خطفها سكان المريخ . من إنتاج شركة والت ديزني.

## طاقم التمثيل

### النسخة العربية
- هادي بيضون بدور ميلو
- سيلينا شويري بدور والدة ميلو
- روميو الورشا بدور والد ميلو
- نسرين مسعود بدور كاي
- فادي الرفاعي بدور جورج «غريبل» ريبل
- جيهان الملا بدور المشرفة
- حسن مهدي
- ريتشارد ياني
- توفيق شهاب
- ميسلون حمية
- رالين داغر

## وصلات خارجية
- الموقع الرسمي
- ميلو ورحلة الإنقاذ على موقع IMDb (الإنجليزية)
- ميلو ورحلة الإنقاذ على موقع ميتاكريتيك (الإنجليزية)
- ميلو ورحلة الإنقاذ على موقع روتن توميتوز (الإنجليزية)
- ميلو ورحلة الإنقاذ على موقع نتفليكس (الإنجليزية)
- ميلو ورحلة الإنقاذ على موقع قاعدة بيانات الأفلام العربية
- ميلو ورحلة الإنقاذ على موقع ألو سيني (الفرنسية)
- ميلو ورحلة الإنقاذ على موقع Turner Classic Movies (الإنجليزية)
- ميلو ورحلة الإنقاذ على موقع أول موفي (الإنجليزية)
- ميلو ورحلة الإنقاذ على موقع بوكس أوفيس موجو (الإنجليزية)
- ميلو ورحلة الإنقاذ على موقع فيلمافينيتي (الإسبانية)
- ميلو ورحلة الإنقاذ في قاعدة بيانات الرسوم المتحركة الكبيرة